# ¿Dónde está la luz?
¿Dónde está la luz? è il quarto album in studio del gruppo musicale spagnolo WarCry, pubblicato nel 2005.

## Tracce
1. Nuevo Mundo – 4:49
2. El Anticristo – 5:14
3. El Regreso – 4:59
4. Perdido – 5:22
5. Hacia el Infierno – 4:31
6. El Amor de Una Madre – 4:56
7. Contra el Viento – 4:31
8. En un Lugar sin Dios – 5:24
9. Tu Ausencia – 4:43
10. El Último – 6:02

## Formazione
- Víctor García - voce
- Fernando Mon - chitarra, cori
- Pablo García - chitarra
- Roberto García - basso
- Manuel Ramil - tastiera
- Alberto Ardines - batteria